# Кермек выемчатый
Керме́к вы́емчатый, или Кермек выемчатоли́стный (лат. Limónium sinuátum) или статица — травянистое растение, вид рода Кермек (Limonium) семейства Свинчатковые (Plumbaginaceae). Ранее этот род иногда относили к семейству Кермековые (Limoniaceae).

## Таксономия
Растение было описано Карлом Линнеем под названием Statice sinuata, которому соответствуют до сих пор встречающиеся в русскоязычной литературе названия «статице выемчатая» либо просто «статице». Н. Н. Цвелёв в 1-м томе «Конспекта флоры Восточной Европы» (2012) выделил этот вид в монотипный род Linczevskia (Линчевския), названный в честь советского ботаника Игоря Александровича Линчевского (1908—1997), монографа российских видов кермека и близких к нему родов; соответствующее такому подходу название вида — Linczevskia sinuata (Линчевския выемчатолистная).

## Биологическое описание
Многолетнее травянистое растение. Листья более или менее перистолопастные с закруглёнными боковыми лопастями, собраны в прикорневой розетке.
Стебли (на цветоносных побегах) по рёбрам ширококрылые.
Цветки мелкие, пятичленные, с сухой колесовидной опушённой сине-фиолетовой (иногда синей, голубой, реже розовой или белой) чашечкой, с беловатым или бледно-жёлтым венчиком, собраны в густые колосья, которые, в свою очередь, собраны в метельчатые или щитковидные соцветия. Рыльца нитевидные.
Плод — обратнояйцевидная коробочка.
Число хромосом: 2n = 16, 18.

## Распространение
Родина растения — Средиземноморье, Малая Азия, Северная Африка. Повсеместно культивируется, иногда дичает — например, на Кавказе, на побережье штата Калифорния (США).

## Выращивание
Популярное садовое растение (обычно выращивается как однолетнее), в садоводстве больше известно под названием лимониум тёмно-синий. Растение используется также в качестве сухоцвета, поскольку у правильно засушенных цветущих растений хорошо сохраняется окрашенная чашечка.